# セラム・インスティテュート・オブ・インディア
セラム・インスティテュート・オブ・インディア （英：Serum Institute of India ）は、インドの医薬品メーカー。略称はSII。インド血清研究所（インドけっせいけんきゅうじょ）と表記されることもある。世界最大のワクチンメーカーである。